# Jean Wilhelm

Jean Wilhelm (1971)

Jean Wilhelm (* 22. Januar 1929 in Saignelégier; † 25. März 2007 in Delémont, heimatberechtigt in Delémont) war ein Schweizer Journalist und Politiker (CVP). Er vertrat sowohl den Kanton Bern als auch den Kanton Jura im Nationalrat.

## Biografie
Der Sohn des Richters Alfred Wilhelm und von Hélène geb. Ruedin besuchte die Gymnasien in Fribourg, Porrentruy und Saint-Maurice. Anschliessend studierte er Recht an den Universitäten Fribourg und Bern. 1955 erhielt er das Anwaltspatent. Ab 1957 war er für die Zeitung Le Pays in Porrentruy journalistisch tätig, wobei er diese von 1959 bis 1978 als Direktor und Chefredaktor leitete. Von 1979 bis zu seiner Pensionierung arbeitete er für die Bundesverwaltung, ausserdem war er bis 1997 Mitglied des Verwaltungsrates der Banque Jurassienne d'Épargne et de Crédit in Bassecourt (2009 in der Valiant Bank aufgegangen). In der Schweizer Armee hatte er den Rang eines Hauptmanns.
1958 wurde Wilhelm zum damals jüngsten Mitglied des Grossen Rates des Kantons Bern gewählt. Ein Jahr später folgte die Wahl in den Nationalrat, als damals jüngster Bundesparlamentarier. In der Jurafrage positionierte sich Wilhelm als Vorstandsmitglied des Rassemblement jurassien eindeutig auf der Seite der Separatisten. Als Teil der damaligen Strategie, die Separatisten politisch zu marginalisieren, erklärte der Berner Regierungsrat die Jurassische Deputation (eine informelle parteiübergreifende Vereinigung im Grossen Rat) zur einzigen legitimen Gesprächspartnerin. Diese Deputation schloss Wilhelm am 24. Februar 1960 mit 16 zu 7 Stimmen vorübergehend aus ihren Reihen aus und begründete ihr Vorgehen mit seiner aggresiven Kampagne vor der Abstimmung über die kantonalen Plebiszitsinitiative im Jahr zuvor. Das Rassemblement jurassien wiederum verurteilte dies als Angriff auf die Meinungs- und Pressefreiheit.
Wilhelm trat 1962 als Grossrat zurück, um sich auf seine Arbeit als Nationalrat zu konzentrieren. Er war Mitglied der Geschäftsprüfungskommission und des Ratsbüros sowie Präsident der Finanzkommission. 1976 wurde er in die verfassunggebende Versammlung des Jura gewählt und war somit massgeblich an der Ausarbeitung der jurassischen Kantonsverfassung beteiligt. Bis Ende 1978 vertrat er im Nationalrat den Kanton Bern, ab Januar 1979 den neu gegründeten Kanton Jura. Von 1975 bis 1982 gehörte er zusätzlich dem Europarat an. Insgesamt fünfmal war Wilhelm bei Wahlen als Nationalrat bestätigt worden, doch 1983 wurde er von seiner Partei nach einem Zerwürfnis nicht mehr nominiert.
Jean Wilhelm war mit Yvonne Grimaître verheiratet und hatte zwei Kinder. Er hatte eine Schwester und sieben Brüder, darunter den Regierungsstatthalter Charles Wilhelm und den Professor Bernard Wilhelm.